# Healthy in Paranoid Times
Healthy in Paranoid Times es el sexto álbum de la banda Our Lady Peace. Fue lanzado el 30 de agosto de 2005 por Columbia Records. El disco fue lanzado en un CD estándar, así como un disco doble, con el reverso contiene un documental sobre la realización del álbum. El álbum fue bien en Canadá y los EE. UU., pero no ha producido hasta el éxito de su predecesor Gravity en 2002.

## Lista de canciones
Todas las letras escritas por Raine Maida, toda la música compuesta por Our Lady Peace & Bob Rock. 
| N.º | Título                           | Duración |  |
| 1.  | «Angels/Losing/Sleep»            | 4:31     |  |
| 2.  | «Will the Future Blame Us»       | 4:26     |  |
| 3.  | «Picture»                        | 3:35     |  |
| 4.  | «Where Are You»                  | 4:06     |  |
| 5.  | «Wipe That Smile Off Your Face»  | 4:24     |  |
| 6.  | «Love and Trust»                 | 3:21     |  |
| 7.  | «Boy»                            | 4:35     |  |
| 8.  | «Apology»                        | 3:46     |  |
| 9.  | «The World on a String»          | 3:25     |  |
| 10. | «Don't Stop»                     | 3:45     |  |
| 11. | «Walking in Circles»             | 3:33     |  |
| 12. | «Al Genina (Leave the Light On)» | 2:14     |  |

## Posicionamiento
| Listas (2005)                | Posición |
| ---------------------------- | -------- |
| Canadian Albums Chart        | 2        |
| Soundscan Alternative Albums | 1        |
| Billboard Top 200            | 45       |

## Personal
- Duncan Coutts - guitarra
- Raine Maida - voces
- Jeremy Taggart - tambores, percusión
- Steve Mazur - Guitarra eléctrica, piano